# Банамба
Банамба (фр. Banamba) — город на юго-западе Мали, в области Куликоро.

## География
Расположен примерно в 40 км к северу от административного центра области, города Куликоро, с которым соединён дорогой, проходящей через городок Сиракорола, расположенный примерно посередине. Высота города над уровнем моря — 372 м.

## Население
По данным на 2013 год численность населения города составляла 34 583 человека. Основные этнические группы включают бамбара, сонинке и фульбе. Почти всё население говорит на языке бамбара.
Динамика численности населения города по годам:
| 1998   | 2013   |
| ------ | ------ |
| 22 113 | 34 583 |

## Города-побратимы
- Суассон, Франция